# Zsuzsanna Morvay
Zsuzsanna Morvay fue una deportista húngara que compitió en esgrima, especialista en la modalidad de florete. Ganó dos medallas de oro en el Campeonato Mundial de Esgrima, en los años 1954 y 1955.

## Palmarés internacional
| Campeonato Mundial | Campeonato Mundial      | Campeonato Mundial | Campeonato Mundial  |
| Año                | Lugar                   | Medalla            | Prueba              |
| ------------------ | ----------------------- | ------------------ | ------------------- |
| 1954               | Luxemburgo (Luxemburgo) | Medalla de oro     | Florete por equipos |
| 1955               | Roma (Italia)           | Medalla de oro     | Florete por equipos |